# 方妍心
方妍心（1993年1月17日—），本名方數真，台灣女演員，以《國光異校》裡面的角色方星穎身分出道，參與過《神機妙算劉伯溫－女兒國》的「月方特使」角色，到了2008年拍《懷玉傳奇 千金媽祖》的時候才改回本名方數真，2014年末，更名為方妍心，近年多在中國大陸發展演藝事業。

## 作品

### 電視劇
| 年 份  | 頻 道      | 劇 名                                | 飾 演               |
| 2006年 | 中視       | 《國光異校》                         | 方星穎              |
| 2007年 | 台視       | 《櫻野三加一》                       | 客串                |
| 2007年 | 台視       | 《神機妙算劉伯溫》                   | 玉珠 月方特使－數真 |
| 2008年 | 台視       | 《懷玉傳奇 千金媽祖》                | 趙玉真 玉英         |
| 2009年 | 台視       | 《一代神相賴布衣》                   | 楊雪顏              |
| 2009年 | 台視       | 《嘉慶君遊台灣》                     | 和孝公主            |
| 2012年 | 台視       | 《巔峰時代》                         | 張乃馨              |
| 2010年 | 三立台灣台 | 《戲說台灣》龍女拜觀音               | 寶善                |
| 2010年 | 三立台灣台 | 《戲說台灣》一兩肉渡和尚             | 桂花                |
| 2010年 | 三立台灣台 | 《戲說台灣》萬丹胭脂溝               | 胭脂                |
| 2010年 | 三立台灣台 | 《家和萬事興》                       | 郑佳虹              |
| 2011年 | 三立台灣台 | 《戲說台灣》關渡媽祖田               | 明珠                |
| 2011年 | 三立台灣台 | 《戲說台灣》冥府銀行                 | 李玉華              |
| 2013年 | 三立台灣台 | 《天下女人心》                       | 趙芸                |
| 2015年 | 三立台灣台 | 《戲說台灣》石猴大鬧礁溪             | 王金愛              |
| 2015年 | 三立台灣台 | 《戲說台灣》绑票财神爷               | 李阿巧              |
| 2016年 | 三立台灣台 | 《戲說台灣》白马穴乱阴阳             | 美月                |
| 2016年 | 三立台灣台 | 《戲說台灣》无面妈                   | 陈秋华              |
| 2016年 | 三立台灣台 | 《戲說台灣》尊王媽治细姨             | 阿满                |
| 2021年 | 三立台灣台 | 《戲說台灣》遊王公寶劍奇緣           | 廖秀貞（淑芬）      |
| 2021年 | 三立台灣台 | 《戲說台灣》海豐港情劫               | 王美芳              |
| 2023年 | 三立台灣台 | 《戲說台灣》百年嬤瘋還春             | 蕭月心              |
| 2023年 | 三立台灣台 | 《戲說台灣》土地公接班人             | 劉美瑤              |
| 2024年 | 三立台灣台 | 《戲說台灣》天燈媽祖                 | 劉春花              |
| 2024年 | 三立台灣台 | 《戲說台灣》濟公戲金蟾               | 狐九妹              |
| 2024年 | 三立台灣台 | 《戲說台灣》帝爺公換子成龍           | 曾美心              |
| 2024年 | 三立台灣台 | 《戲說台灣》關聖帝君護龍脈           | 謝繡華 束鱗         |
| 2025年 | 三立台灣台 | 《戲說台灣》上帝公度蠶妖             | 雷真                |
| 2025年 | 三立台灣台 | 《戲說台灣》尊王公助良緣             | 胡珍珠              |
| 2025年 | 三立台灣台 | 《戲說台灣》饕餮愛食神               | 盧味珍 饕餮         |
| 2011年 | 大愛       | 《何處是我家》                       | 陳雅琴              |
| 2012年 | 中國大陸   | 《深宮諜影》                         | 孟春竹              |
| 2013年 | 中國大陸   | 《天天有喜》                         | 知畫                |
| 2013年 | 中國大陸   | 《土地公土地婆》                     | 林秋華              |
| 2014年 | 中國大陸   | 《女人淚》                           | 李小彤              |
| 2014年 | 中國大陸   | 《青春风暴》                         | 谭若曦              |
| 2015年 | 中國大陸   | 《爱情不打烊》                       | 唐梦婷              |
| 2015年 | 中國大陸   | 《来自未来的史密特》                 | 王宇直妻            |
| 2016年 | 中國大陸   | 《天天有喜之人间有爱》               | 艾丽                |
| 2016年 | 中國大陸   | 《劉海戲金蟾》                       | 青青                |
| 2018年 |            | 《闺蜜的心事》(2014年拍攝，越南首播) | 程澄                |
| 待播中 |            | 《畢業季》                           | 李潇潇              |
| 待播中 |            | 《朋友圈兒》                         | 佳佳                |

### 網路劇
| 年 份  | 頻 道    | 劇 名                | 飾 演        |
| 2017年 | 腾讯视频 | 《我的仙界学院》     | 雪鈴         |
| 2017年 | 腾讯视频 | 《狼牙棒》           | 女警         |
| 2017年 | 爱奇艺   | 《濟公降魔》         | 任桃花／小紫 |
| 2018年 | 優酷視頻 | 《武大的小姐姐們》   | 楊貴妃       |
| 2019年 | 優酷視頻 | 《公主驾到》         | 段芯瑶       |
| 2020年 | 爱奇艺   | 《我在六扇门的日子》 | 雷娜娜       |
| 待播   |          | 《济公降魔2》        |              |

### 電影
| 年 份  | 劇 名                          | 飾 演  |
| 2020年 | 《八仙之狂龍斗猛虎》(網絡電影) | 何仙姑 |